# Kennedia
Kenedija (lat. Kennedia nom. cons.), biljni rod iz poorodice mahunarki raširen po Australiji i Tasmaniji. 
Postoji desetak vrsta koje su smještene u potporodicu Faboideae i tribus Phaseoleae, ili u Desmodieae. Neke vrste uvezene su na Sjeverni otok i Indiju.

## Vrste
1. Kennedia beckxiana F.Muell.
2. Kennedia carinata (Benth.) Domin
3. Kennedia coccinea (Curtis) Vent.
4. Kennedia exaltata F.M.Bailey
5. Kennedia eximia Lindl.
6. Kennedia glabrata Lindl.
7. Kennedia lateritia F.Muell.
8. Kennedia microphylla Meisn.
9. Kennedia nigricans Lindl.
10. Kennedia procurrens Benth.
11. Kennedia prorepens F.Muell.
12. Kennedia prostrata R.Br.
13. Kennedia retrorsa Hemsl.
14. Kennedia rubicunda Vent.
15. Kennedia stirlingii Lindl.